# Oranjegeel koraaltje
De oranjegeel koraaltje (Ramariopsis crocea) is een schimmel behorend tot de familie Clavariaceae. Het leeft saprotroof op de grond in niet bemeste, droge graslanden, duin- en jeneverbesstruwelen, soms in loofbos, op zwak zure, zandige bodems.

## Kenmerken
De vruchtlichamen zijn 0,6-0,8 cm breed en 1-1,5 cm hoog, meestal alleen of in clusters van twee tot vier, met de stelen dicht bij elkaar maar niet versmolten. De hoogte kan oplopen tot 5 cm in sommige gevallen. De stelen zijn dun, min of meer cilindrisch, vertakt 3 tot 4 keer op een open manier. De vertakkingen zijn cilindrisch halve maantjesvormige hoeken en scherpe uiteinden. De stelen zijn meestal min of meer glad of licht ruwe, met een licht gewolkte textuur. De takken hebben een oranje of soms gouden gele kleur. Na het drogen wordt de kleur intenser: diep rood-oranje in de oranje vorm en dof okerachtig in de gele vorm.  Het vlees is zacht maar elastisch, niet bros, geel van kleur en redelijk stevig.
De basidia zijn 4-sporig en meten 18-26 micron. De sporen zijn 3-4 x 2-3,5 micron groot, bijna rond en onduidelijk asperulatief (licht spikkelig), met één druppel. Het hymenium is ongeveer 20 micron dik. Deze schimmel heeft een monomitisch hyfensysteem. Gespen komen voor in de hyfen.

## Verspreiding
In Nederland komt het oranjegeel koraaltje zeldzaam voor. Hij staat op de rode lijst in de categorie 'Kwetsbaar'.